# Власина (річка)
Власина (серб. Власина) — річка в південно-східній Сербії, 68-кілометровий відтік від озера Власина та права притока Південної Морави, за нею названо довколишній регіон Власина.

## Річка
Власина витікає з озера Власина на висоті 1213 м. Озеро раніше було брудним верховим болотом, але в 1947-51 роки Власіну було загачено довгою земляною греблею й болото було перетворено на штучне озеро. Річка тече на північ, між горами Чемерник на захід та Грамада на схід. Вона протікає через Црну Траву, регіональний та муніципальний центр, та села Брод, Крстичево та Ябуковик, де вона дістається гори Лужниця, та де в неї праворуч втікає Градска река.
Річка вигинається в сторону заходу, вздовж південних схилів Лужниці та праворуч в неї втікать Тегошниця (у селі Донє Гаре) та Лужниця (в Сводже). As the Vlasina continues on the southernmost slopes of the Suva Planina and Бабичка Гора mountains, it reaches the town of Власотинце and western parts of the low Leskovac field, part of the composite valley of the Južna Morava. After the villages of Batulovce and Stajkovce, the Vlasina empties into the Južna Morava, east of the Leskovac's eastern suburb of Mrštane.
The Vlasina drains an area of 1,050 km², belongs to the Black Sea drainage basin and it is not navigable.
On 26 June 1988, after a period of heavy rains, Vlasina was a site of catastrophic torrent floods. The area affected by the catastrophe covered more than 1000 km², and caused a damage of around US$1 billion, despite the river flow being supposedly regulated. Subsequent analysis showed a number of flaws in the design of the protected catchment.
На річці розташовано ГЕС Врла-1.